# Bán Nhân Mã (chòm sao)
Chòm sao Bán Nhân Mã (半人马), (tiếng La Tinh: Centaurus) là một trong 48 chòm sao Ptolemy và cũng là một trong 88 chòm sao hiện đại, mang hình ảnh Nhân Mã.
Chòm sao này có diện tích 1060 độ vuông, nằm trên thiên cầu nam, chiếm vị trí thứ 9 trong danh sách các chòm sao theo diện tích.
Chòm sao Bán Nhân Mã nằm kề các chòm sao Tức Đồng, Thuyền Để, Viên Quy, Nam Thập Tự, Trường Xà, Thiên Xứng, Sài Lang, Thương Dăng, Thuyền Phàm.

## Tên gọi
Chòm sao Centaurus hay tên Bán Nhân Mã trong Tiếng Việt.

## Thiên thể
Các thiên thể đáng quan tâm
- Sao đôi Rigil Kentaurus
- Sao đôi Proxima Centauri, sao gần Hệ Mặt Trời nhất
- Tinh vân hành tinh NGC 3918
- Cụm sao cầu ω Centauri, NGC 5139
- Thiên hà êlíp NGC 5128